# 康非 (俄亥俄州)
康非（Canfield）是美国俄亥俄州马霍宁县中部的一座城市。截至2020年人口普查，人口为7,699人。 位於扬斯敦西南郊区10 英里 (16 公里），该市位于美国62号公路和美国224号公路的交汇处，是扬斯敦-沃伦大都市区的一部分。 2005年，康非曾被Money magazine评为美国第82位最佳居住地。 